# Шапшал Серая Маркович
Серая́ Шапша́л, також відомий як Сергі́й Мордеха́євич Шапша́л(8 [20] травня 1873, Бахчисарай, Таврійська губернія, Російська імперія) — 18 листопада 1961, Вільнюс, Литовська РСР, СРСР) — караїмський, польський і радянський сходознавець-тюрколог, професор, доктор філологічних наук, караїмський гахам. Представник давнього караїмського роду Шапшалів.

## Біографія

### Ранні роки
Народився в родині садівника, спадкового почесного громадянина Мордехая Мойсейовича (Мортхая Мошевича) Шапшала (1815-1894) і його другої дружини Акбіке Казас (1831-1874). Був останньою, дванадцятою дитиною в сім'ї. У 9-місячному віці втратив матір. Відвідував караїмську мидраш в Бахчисараї та в Сімферополі у вчителя С. Ш. Пігіт. У 1884 році за рішенням батька разом зі старшим братом Моше вирушив до Санкт-Петербурга для вивчення російської мови. Навчався спочатку в Охтенського ремісничому училищі (до 1886 роки), потім в приватній гімназії Гуревича. Під час канікул їздив додому на богословські студії та 1894 року отримав ступінь кандидата на караїмську духовну посаду. Закінчивши гімназію 1894 року, вступив до Петербурзького університету на факультет східних мов по арабо-персько-турецько-татарського розряду. Закінчив університет 1899 року з дипломом 1-го ступеня і залишився при кафедрі турецько-татарської словесності для продовження наукової діяльності під керівництвом професора В. Д. Смирнова . У 1896 році, бувши студентом, опублікував свою першу роботу «Караїми та Чуфут-Кале в Криму». Брав участь в роботі мусульманського благодійного товариства Санкт-Петербурга і надавав допомогу Санкт-Петербурзькому опікунському комітету при сестрах Червоного Хреста, за сприяння якого 1913 року Шапшалу надано право носіння в петлиці розетки Червоного Хреста. У 1899 році прийняв військову присягу, в 1899-1900 роках ніс службу у 212-му Бахчисарайському резервному батальйоні.

### У Персії
У 1901 році за рекомендацією виконувача обов'язки декана факультету східних мов В. А. Жуковського направлений російським МЗС в Іран, де вивчав перську мову, викладав російську мову та загальноосвітні предмети в училище «Лукманн» в Тебрізі. Давав уроки російської мови спадкоємцю принцу (валіахду) Мохаммед-Алі, який став згодом шахом . У 1903 році прийняв пропозицію валіахда стати його особистим драгоманом і секретарем, за що наділений шахом в спадкове ханське (тобто дворянське) звання та отримав титул «наставник царя» («Адіб ас-Солтан») . Шапшал зумів заручитися підтримкою Мохаммеда-Алі, який високо оцінював європейське виховання людини. На думку дослідниці Ольги Красняк «...Шапшал, який придбав величезний вплив на спадкоємця, керував усіма його діями та фактично правил Азербайджаном». За словами Костянтина Смірнова «... з Шапшалом рахувались, і його положення при шахському дворі було твердим». В історії з розгоном шахом меджлісу Шапшал зіграв не останню роль. У 1908 році шах розійшовся зі своїм учителем і Шапшал повернувся в Росію. Щодо служби Шапшала при перському дворі в російській пресі часто виходили замітки полемічного та обвинувального характеру.

### Повернення до Росії

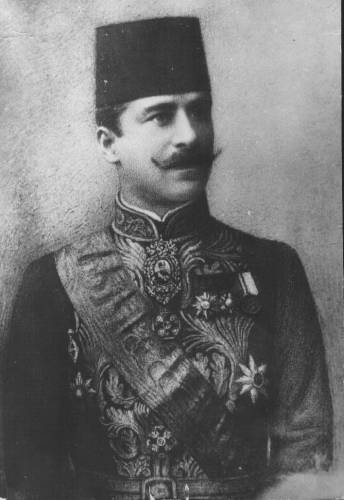
С. М. Шапшал — перський генерал-ад'ютант. Парадний портрет. Тегеран, 1908 рік

Після повернення в Петербург працював перекладачем (драгоманом) в Міністерстві закордонних справ і лектором турецької мови факультету східних мов Петербурзького університету (з 1909 по 1916 рік) . Серед студентів Шапшала — тюркологи С. Є. Малов, В. І. Філоненко та інші . Восени 1908 року Шапшала вперше представлено імператору Миколі II, з яким підтримував контакти аж до Жовтневого перевороту. Незабаром став членом Російського археологічного товариства, Російського географічного товариства, Таврійської вченої архівної комісії (з 1912) і товаришем (заступником) голови Товариства російських орієнталістів . На 1917 рік перебував в чині дійсного статського радника .

#### На посаді гахама
16 серпня 1911 його обрано Трокайським караїмським гахамом, але він змушений був відмовитися від призначення, оскільки не вважав себе підготовленим до цієї посади та через зайнятість за основним місцем роботи . 15 травня 1915 року в Євпаторії відбулося обрання С. М. Шапшала гахамом Таврійського і Одеського караїмського духовного правління. Затвердження на посаді Таврійським губернським правлінням було 10 вересня того ж року. Обрання Шапшала на цю посаду передувало тривале обговорення на сторінках караїмської преси тих років: «Караимкой жизни» і «Караимского слова». Редактори «Караимской жизни» представляли ту частину караїмської громадськості, яка різко виступала проти кандидатури Шапшала.
У 1917 році в Євпаторії в пам'ять про свою матір на власні кошти заснував караїмську богадільню «Ярдим» імені Акбіке Шапшал для піклування похилого віку караїмок. У тому ж році з ініціативи Шапшала створена Караїмська національна рада, що має благодійні цілі, і офіційний друкований орган Таврійського і Одеського караїмського духовного правління. Також заснував в Євпаторії караїмську національну бібліотеку-музей «Карай-Бітіклігі», де зберігалося понад п'ять тисяч друкованих книг і понад тисячу старовинних рукописів давньоєврейською, арабською та караїмською мовами.
У своїй автобіографії, а потім і в її численних перевиданнях С. М. Шапшал згадував про те, що «в березні 1919 року, перебуваючи в Криму і переслідуваний денікінцями за своє відкрите співчуття радянському устрою, він був змушений, щоб уникнути арешту виїхати на Кавказ, а звідти до Туреччини» . Але, судячи з архівних документів, С. М. Шапшал знаходився в Криму і продовжував виконувати свої безпосередні обов'язки аж до кінця 1920 року, беручи участь в засіданнях Караїмського національної ради. Найімовірніше, С. М. Шапшал покинув Крим в кінці листопада — на початку грудня 1920 року, вирушивши спочатку на Кавказ, а потім — до Туреччини, в Стамбул, де влаштувався перекладачем в одному з банків . У 1921 році здійснив паломництво в Єрусалим.

### В Польщі
Шапшала обрано гахамом караїмських громад Польщі 23 жовтня 1927 року, а офіційна інавгурація відбулася 11 вересня 1928 року у Вільно. У 1928 році назва титулу змінена на гахан без будь-яких офіційних заяв . Паралельно займався викладацькою діяльністю. З 1929 року — старший співробітник Польської академії наук, з 1935 року — віцеголова Польського товариства орієнталістів (член з 1928 року). У 1930 році Львівський університет присудив Шапшалу вчений ступінь доктора філософії за розрядом східних мов. З 1939 року — екстраординарний професор по кафедрі східних мов філологічного факультету Вільнюського університету .

### Радянський період
Серая Шапшал відмовився від посади гахана 1940 року після окупації Литви та Східної Польщі СРСР, тим самим «вставши на шлях радянського вченого» . В роки німецької окупації Литви та Польщі де-факто знову став виконувати обов'язки Гахама (гахана). У 1939 році Шапшал, використовуючи зв'язки серед російської громади в Німеччині, звернувся в расове бюро міністерства внутрішніх справ Німецького рейху з проханням вивчення питання про етнічне походження караїмів. Після окупації німецькими військами населених караїмами областей Східної Європи це звернення було ретельно розглянуто німецькою адміністрацією на предмет неєврейського походження караїмів: було залучено три найбільших історика-фахівця з історії караїмів — Зеліка Калмановича, Маєра Балабана і Іцхок (Ігнаци) Шіпера. Попри те, що всі троє були до війни лютими противниками теорії про тюркське походження караїмів, у своєму висновку вони підтримали теорію С. Шапшала і тим самим врятували європейських караїмів від Голокосту.
У 1945 році повторно офіційно відрікся від посади караїмського гахана, звернувшись з відповідною заявою до Уповноваженого у справах релігійних культів при Раді Міністрів Литовської РСР. З 1947 року працював старшим науковим співробітником Інституту історії Академії наук Литовської РСР . Підготував спільно з тюркологом Миколою Баскаковим та польськими орієнталістами (Ананьяш Зайончковський, Александр Дубинський) тримовний «Караїмсько-російсько-польський словник», який в скороченому вигляді вийшов в 1974 році в Москві. 8 січня 1955 року ВАК привласнила Шапшалу науковий ступінь доктора філологічних наук .
Шапшал зібрав унікальну колекцію караїмських старожитностей і предметів караїмського побуту, творів декоративно-прикладного мистецтва, документів, а також східної зброї, представивши це все як караїмське надбання. Він був ініціатором створення в Трокаї караїмського музею. Будівництво будівлі музею, розпочате 1938 року, фінансував уряд Польщі. Нині частина колекції Шапшала входить в експозицію Караїмського музею в Тракаї, частина зберігається в Литовській національній бібліотеці у Вільнюсі.
Шапшал є основоположником доктрини деіудаїзації караїмської релігії та історії. Він один з ініціаторів «мілітаризації» караїмської історії: зародженої в міжвоєнній Польщі , коли караїмський етнос Східної Європи асоціювали з воїнами. Бувши науковим співробітником Інституту історії, Литовської Академії Наук, опублікував ряд статей в провідних радянських академічних журналах, в яких повідомляв про прочитане їм унікальному документі на цю тему (рукописний запис всередині стародавнього караїмського молитовника). Нещодавні дослідження архіву Шапшала показали, що в його чернетках існують кілька версій тексту цього документу, які не підтверджується ніякими більш ранніми джерелами, що ставить під сумнів його автентичність, а сам документ не виявлено.

### Родина
Був одружений з Вірою (Берухе) Ісаківною Егіз (1871, Одеса — 1950, Вільнюс), колишньою дружиною Соломона Крима, лікаркою-окулісткою за професією, яка здобула освіту в Бернському університеті (Швейцарія). Дітей в родині не було. Поховані на караїмському кладовищі у Вільнюсі.

## Нагороди
- Орден Лева і Сонця 2-го ступеня (1901)
- Орден Лева і Сонця 1-го ступеня (1905)
- Зірка «Емір Тумані»
- Золотий знак «Народна освіта» 1-го ступеня [11]
- Вищий орден Персії «Тімсал» 1-го ступеня
- Орден Святого Станіслава 2-го ступеня (1905)
- Орден Святої Анни 2-го ступеня (1908)
- Орден Святого Володимира 4-го ступеня
- Сербський Орден Святого Сави 2-го ступеня (1916)
- У 1936 році нагороджений Орденом Відродження Польщі[22]

## Вшанування
- Вулиця ім. Шапшала в Бахчисараї (названа надана 1997 року)[23][24].
- Безмогильний пам'ятник (караїм. йолджы таш) з написом «Хану Шапшалу від караев. Han Şapşal Karaylardan» на караїмському кладовищі у Чуфут-Кале[25].
- Меморіальна дошка на будинку Караїмської етнографічної виставки Тракайського історичного музею (відкрита 2011 року)[26][27]
- Меморіальна дошка на будинку Шапшала в Євпаторії по вул. Пушкіна, 4/7 (встановлена 2013 року)[28][29].